# Ariol (série télévisée d'animation)
Ariol est une série télévisée d'animation française, adaptée de la série de bande dessinée Ariol. Elle est produite par Folimage en collaboration avec la société de production canadienne Divertissement Subséquence et réalisée par Émilie Sengelin et Amandine Fredon. Les musiques de la saison 2 et 3 sont composées par Fabien Cahen, Jean-Pierre Pilot et les chansons par Emmanuel Guibert, Frederic Lemercier.
Les 78 épisodes de la première saison sont diffusés à partir du 16 novembre 2009 sur TF1 dans l'émission Tfou. Elle est notamment rediffusée en 2010 sur Télétoon+, sur Piwi+ à partir de 2012, sur Gulli de mars à août 2015, sur C8 dans l'émission C8 Cartoon en 2017 et Canal+ Family de 2017 à 2019.
La deuxième saison est diffusée sur Piwi+ le 4 septembre 2017 puis sur Canal+ Family.
La saison 3 a été diffusée sur Canal+ Kids en 2023.

## Synopsis
La série met en scène Ariol, un petit âne bleu : sa vie quotidienne d'écolier, son meilleur copain, le petit cochon Ramono, ses amours (Pétula, une jolie petite vache avec des taches de rousseur), ses collections (comme l'album ou les cartes à collectionner du Chevalier Cheval), ses vacances chez ses grands-parents (Papi Atole et Mami Annette) ainsi que « Le Chevalier Cheval », un personnage de bande dessinée et de dessin animé qui passe toute la semaine sauf le week-end (rediffusé le dimanche) sur Canaltoon (semblable à Canal+) à la télévision, son héros préféré créé par Guibole et Bouboute dans la BD[pas clair].

## Distribution

### Saison 1
- Sarah Delaby-Rochette : Ariol
- Paul Olinger : Ramono
- Jean-Pierre Skalka : Le Chevalier Cheval
- Lisa Debard : Pétula
- Janne-Alice Pitot : Bisbille
- Vincent Tessier : Avoine
- Céline Roche : Mule
- Aria Rolland : Tiburge
- Gérard Thevenet : Mr. Le Blount
- Line Wible : Mamie Asine
- Serge Pauthe : Papi Atole
- Marie-Line Permingeat Guinet : Mamie Annette
- Maud Augeron-Blanc
- Margot Beltran
- Lili Blachon
- Claire Giroud
- Priscilla Gringel
- Baptiste Mathon
- Mael Meunier
- Elliott Michelas
- Adèle Mourier
- Pauline Rousseau
- Sophie Allot-Kubiak
- Mathilde Chardon
- Nathalie Chocron
- Christian Jeanmart
- Cécile Marmouget
- Gérard Morel
- William Navarro
- Éric Pasturel
- Carole Plas
- Antony Poupard
- Juliette Riffard
- Jean Sclavis
- Stéphane Di Spirito
- Jean-Pierre Yvars

- Version originale
  - Direction artistique : Nathalie Homs, Pascal Le Notre et François Lignier

### Saison 2
- Wandrille Devisme : Ariol
- Mathéo Rabeyrin : Pouyastruc
- Evelyne Grandjean : Mme Proux
- Luq Hamet
- Emmanuelle Hamet
- Rosalie Hamet
- Lucas Ripberger : Ramono
- Cécilia Guibert
- Denise Metmer
- Benjamin Pascal : Avoine
- Olivia Luccioni : Mule
- Gabriel Le Doze : M. Bégossian
- Patrick Préjean : Papi Atole
- Juliette Gesteau
- Romane Boscheron
- Clara Quilichini
- Sylvie Feit
- Damien Boisseau : Le Chevalier Cheval
- Julien Chatelet : M. Le Blount
- Chiara Vergne : Bisbille
- Jaynélia Coadou : Pétula
- Cyprien Oliva
- Christine Delaroche
- Stanislas Forlani : Tonton Pétro
- Jérôme Wiggins
- Hélène Friren
- Jérémy Prévost : M. Ribéra

- Version originale
  - Studio : Calumet Productions
  - Studio Son : O'bahamas
  - Direction artistique : Luq Hamet

### Saison 3
- Darius Garrivier
- Cassiopée Boutard
- Benjamin Pascal : Avoine
- Olivia Luccioni : Mule
- Damien Boisseau : Chevalier Cheval
- Julien Chatelet : M. Le Blount
- Luq Hamet
- Camille Timmerman
- Maïk Darah
- Emmanuelle Hamet
- Jaynélia Coadou : Pétula
- Chiara Vergne : Bisbille
- Juliette Gesteau
- Romane Boscheron
- Eugène Garrivier
- Mathieu Buscatto
- Jeremy Bilger

- Version originale
  - Studio : Calumet Productions
  - Direction artistique : Luq Hamet

## Liste des épisodes télévisés

### Saison 1 (2009-2010)
1. La balle de match.
2. Debout.
3. Le Chevalier Cheval.
4. Moumoute.
5. Mes vieilles tantes.
6. Opération tirette.
7. Le jeu idiot.
8. Zoutzout.
9. Bête comme un âne.
10. Mamie Asine.
11. Le vomi.
12. Il faut choisir, Ariol.
13. Ramono, pas question.
14. Dans le train.
15. Les éclairs au chocolat.
16. Le vaccin à réaction.
17. Les vignettes.
18. La douche.
19. Karaté.
20. On va bien rigoler.
21. Casse-Casse.
22. Oh, la mer !
23. Les secrets d'Ariol.
24. Ariol plante un arbre.
25. Un bon livre.
26. Le test.
27. Les sous-marins.
28. Une soirée avec Madame Aubry.
29. La poésie.
30. Le papiplongeon.
31. La dédicace.
32. Chez Ramono.
33. La lumière dans le couloir.
34. Mamie dans le métro.
35. L'exposé.
36. Le tripote.
37. Avant le souper.
38. Une nuit chez Papi et Mamie.
39. La mauvaise grippe.
40. La station Toto.
41. Où sont les clés ?
42. La machine à être 1er de la classe.
43. Le tag.
44. Dong !
45. Tonton Pétro.
46. Discocouine.
47. Les puces.
48. Souriez !
49. Pas de chance, Ariol !
50. À l'abordage.
51. Le gros câlin.
52. Après la pluie, le beau temps.
53. La devinette.
54. Au bois de Cucufe.
55. Ariol défend le Père Noël.
56. Encore un exposé !
57. Rika
58. L'oreille tatouée.
59. Journée de marché à Saint-Ampoire.
60. Ramono et le dicomino.
61. Merci Bisbille !
62. La course.
63. Le fond de teint.
64. Matin de neige.
65. Pétula ! Pétula !
66. Le carton d'invitation.
67. Encore le Chevalier Cheval.
68. Le restotoroute.
69. La sécurité routière.
70. La bonne recette.
71. À la piscine.
72. Avec deux doigts.
73. Le pique-nique.
74. Papa bricole.
75. Ariol s'ennuie.
76. Encore le marché.
77. L'entorse
78. À la gare.

### Saison 2 (2017)
1. Vanesse et le koumkwat.
2. Votez Ariol !
3. Coiffeur pour ânes.
4. Dracuriol.
5. De surprise en surprise.
6. Attention travaux !
7. Raboul est passé.
8. La dent qui bouge.
9. Le film du Chevalier Cheval.
10. À l'aide Ramono !
11. A voté !
12. Ariol roi.
13. Aquaplouf.
14. Au vide-grenier.
15. Photomate.
16. La déesse de l'amour.
17. Ramono veut qu'on l'adopte !
18. Le fromage qui pue.
19. L'écharpe.
20. Les zozeilles de madame Bourgne.
21. La fête de Pétula.
22. Le réveil n'a pas sonné.
23. L'accrobranche.
24. Lourd secret.
25. Papa Maman.
26. Ribéra ! Ribéra ! Ribéra !
27. Au bureau de papa.
28. Canicule
29. Trois petites bricoles.
30. Canot de sauvetage.
31. Cabane et Cadeau.
32. Monsieur Bégossian.
33. Tatruffe.
34. Mission secrète.
35. Habillé pour l'hiver.
36. L'appareil.
37. Pour l'amour de Pétula.
38. Le Skate de Ramono.
39. Côôôt !
40. L'arrosoir.
41. Le château de sable.
42. Où est Pétula ? (24 minutes)
43. Ramono, ton tonton fait du bio (24 minutes)
44. La fête à St-Ampoire (24 minutes)
45. Ariol prend l'avion (24 minutes)

### Saison 3  (2023)
1. Le film coucoule (24 minutes)
2. L'affaire Pouyastruc (24 minutes)

### Chansons
1. Ils font les idiots
2. Effectivement
3. Bisbille la reine des mouches
4. Ou est Pétula ?
5. Du rock c'est tout
6. Zedou votra
7. Air pop
8. Le soir tombe sur Saint-Empoire
9. Ramono enlève ton doigt de ton groin
10. Le blues de Leblount
11. Ariol Ariol
12. La chanson du Chevalier Cheval
13. J'ai deux mamies-mamie Asine
14. J'ai deux mamies-mamie Annette
15. La chanson du film coucoule
16. L'affaire Pouyastruc